# Chłodne Włóki
Chłodne Włóki – wieś w Polsce położona w województwie podlaskim, w powiecie sokólskim, w gminie Krynki.
Dawniej kolonia. W czasach zaborów w granicach Imperium Rosyjskiego, w guberni grodzieńskiej, w powiecie grodzieńskim.
W latach 1921–1939 leżała w Polsce, w województwie białostockim, w powiecie grodzieńskim, w gminie Krynka.
Według Powszechnego Spisu Ludności z 1921 roku zamieszkiwało tu 21 osób, 20 były wyznania rzymskokatolickiego a 1 prawosławnego. Jednocześnie wszyscy mieszkańcy zadeklarowali polską przynależność narodową. Były tu 4 budynki mieszkalne.
Miejscowość należała do parafii prawosławnej i rzymskokatolickiej w Krynkach. Podlegała pod Sąd Grodzki w Krynkach i Okręgowy w Grodnie; właściwy urząd pocztowy mieścił się w Krynkach.
W wyniku napaści ZSRR na Polskę we wrześniu 1939 miejscowość znalazła się pod okupacją sowiecką. 2 listopada została włączona do Białoruskiej SRR. 4 grudnia 1939 włączona do nowo utworzonego obwodu białostockiego. Od czerwca 1941 roku pod okupacją niemiecką. 22 lipca 1941 r. włączona w skład okręgu białostockiego III Rzeszy.
| SIMC    | Nazwa            | Rodzaj  |
| ------- | ---------------- | ------- |
| 0032572 | Seroczyńszczyzna | kolonia |

W latach 1975–1998 miejscowość administracyjnie należała do województwa białostockiego.